# Réglementation des OGM en France
Pour un article plus général, voir Réglementation des organismes génétiquement modifiés.
La réglementation française sur les organismes génétiquement modifiés (OGM) découle essentiellement de l'application de la réglementation européenne, en particulier de la Directive 2001/18/CE, et définit les modalités de « dissémination volontaire d’OGM à des fins de recherche et de développement » et de « mise sur le marché d’OGM ».
Du point de vue de la consommation humaine et animale de produits OGM, un certain nombre de produits sont autorisés par l'UE et sont actuellement importés en France directement ou indirectement. 
Du point de vue de la culture des OGM, quelques produits sont autorisés dans l'Union européenne. La culture d'OGM en France est donc aussi autorisée en principe, mais n'est pas pratiquée pour cause d'interdiction nationale.

## Norme de détection
La norme expérimentale française XP V 03-020-2 fournit un cadre général aux méthodes qualitatives et quantitatives de détection d'ADN transgénique dans les produits alimentaires en utilisant la réaction de polymérisation en chaîne (PCR). Cette norme spécifie des exigences minimales et des critères de performance et, détaille le principe (amplification de la séquence cible par PCR et confirmation de l'identité des produits d’amplification), les réactifs, l’appareillage et les équipements, le mode opératoire, l’interprétation des résultats et le rapport d’essai.

## Présence fortuite d'OGM dans les semences
Les services de la Répression des fraudes ont mis en œuvre en 2003-2004, un plan de contrôle sur la présence fortuite d'OGM dans les semences produites ou importées en France.
La surveillance a porté sur 103 prélèvements de semences dans 25 départements et 39 entreprises. Les semences étaient d'origine française dans 82 prélèvements et, de différents pays pour 21 prélèvements (7 Hongrie, 7 Chili, 2 États-Unis, 1 Allemagne, 1 Autriche, 1 Canada, 1 Turquie, 1 Slovaquie). Les espèces concernées étaient le maïs (49 prélèvements), le soja (18), le colza d'hiver (33) et le colza de printemps (3).
L'analyse a révélé la présence de traces d'OGM à hauteur de 0,1 % dans quatre échantillons sur 103 :
- un cas de MON 810 : événement de transformation autorisé dans l'Union européenne,
- un cas de MON 810 et Bt 176 : événements de transformation autorisé dans l'Union européenne,
- un cas de T 25 : événement de transformation autorisé dans l'Union européenne,
- un cas de MON 810 et d'un événement de transformation non identifié.

## Réglementation des essais en champ
Pour l'INRA, les essais de culture OGM en plein air « sont parfois indispensables pour tester et vérifier le comportement des OGM dans un environnement complexe qui ne peut pas être reproduit en serre »
. Ils doivent faire l'objet d'une déclaration concernant l'emplacement de la parcelle d'essais. Dans les faits, l'essentiel des essais a été détruit par des activistes anti-OGM des ONG, en 2008, Limagrain, le principal semencier français, effectuait la totalité de ses essais en champs à l'étranger.
La question des essais en plein champ est une question épineuse aussi bien du point de vue académique que politique. Pour le politique, le cas du Gers est un cas d'école : en juin 2004 le Conseil général du Gers se déclare opposé "à tous essais privés ou publics, à toutes cultures de plantes génétiquement modifiées en plein champ sur le territoire du département" au nom de "la santé, la salubrité publique, la biodiversité et les productions existantes en agrobiologie". Le préfet du Gers fait alors appel au tribunal administratif de Pau qui lui donne raison. Le dossier remonte ensuite jusqu'au conseil d'État qui donne raison au Conseil général du Gers (l'État est condamné à lui reverser 3 000 euros de dommages et intérêts), considérant que la délibération du Conseil général porte bien sur "un objet d’intérêt départemental".
Le Gers a ensuite continué ses actions anti-OGM. Après la décision du 28 juillet 2010 de la Commission Européenne d'autoriser l'importation et la commercialisation de cinq nouveaux maïs OGM et de renouveler l'autorisation pour un sixième sans consultation ni des états de l'UE, ni du parlement européen, le Gers dépose un recours contre la Commission Européenne devant la Cour de Justice de l'Union Européenne. Le Gers est soutenu par de nombreuses régions dans son effort. Finalement, la Cour de Justice de l'Union Européenne rejette le recours du Conseil pour irrecevabilité,.

## Législation sur les cultures commerciales

### Législation sur les cultures commerciales avant 2008
Les examens et autorisations de culture étaient régis par la Directive européenne 90/220 puis 2001/18. À la suite de la directive 90/220, la loi du 13 juillet 1992est votée, qui créée la Commission du Génie Génétique et une Commission du Génie Biomoléculaire. Ces commissions avaient des prérogatives nationales mais appliquaient dans les faits la réglementation européenne.
Les décisions françaises ont été essentiellement des interdictions décidées au niveau politique, à la suite de campagnes anti-OGM menées par des ONG comme Greenpeace, FNE. Les décisions invoquaient la clause de sauvegarde contenue dans la Directive 90/220 (article 16) puis dans la Directive 2001/18 (article 23) sur un motif scientifique quelconque.
Ainsi en 1997 le Premier Ministre de l'époque, Alain Juppé, décide pour la première fois d'utiliser la clause de sauvegarde et d'interdire la culture de maïs transgénique, qui venait d'être autorisée par l'Union européenne (la culture redeviendra possible quelques années plus tard, en 2001).
En 1996 et 1997, la culture de plusieurs variétés de colza OGM est autorisée par l'UE. Des arrêtés français l'interdisent en 1998, 2001, 2003 et 2004. 
De 2001 à 2008, une variété de semences de maïs transgénique MON 810 était autorisée à la vente et à la culture, malgré plusieurs démarches en Conseil d'État d'associations opposées aux OGM. Cependant, face à des réactions violentes, les sociétés semencières n'offraient pas les semences à la vente en France et, les cultivateurs achetaient leurs semences en Espagne, ce qui était conforme à la réglementation communautaire. Il existait en outre des parcelles de multiplication des semenciers ou d'expérimentation agronomique.

### 2007 - 2008: Grenelle et première version de la loi
À l'issue d'un ensemble de rencontres politiques organisées en France en octobre 2007, appelé « Grenelle de l'Environnement », les ONG participantes se sont prononcées pour un gel des autorisations et, en particulier de celle portant sur le maïs MON 810, en attendant une loi cadre qui devait intervenir avant les semis du printemps 2008.
Le 31 octobre 2007, le Comité de Préfiguration pour une Haute Autorité sur les OGM (CPHA) est créé par le gouvernement français ; ce comité a remis par la suite un rapport critique sur le MON 810 et faisant l'état « d'interrogations quant aux conséquences environnementales, sanitaires et économiques » de la culture du MON810 (voir aussi la vidéo de l'intervention du président du comité). Le terme initial « interrogation » de la commission se transforme ensuite en « doute sérieux », formulation qui est contestée par 14 membres du comité. Monsanto publie ensuite un rapport pour contester les conclusions du comité. À la suite de cette publication, le ministre de l'écologie commande au professeur Le Maho une analyse du rapport de la société, rapport qui sera ensuite lui-même critiqué par des chercheurs de l'INRA et AgroParisTech. Quoi qu'il en soit après ces multiples avis, et à la suite des conclusions du CPHA, la France active la clause de sauvegarde sur les OGM et interdit la culture du maïs MON 810.
Dans les faits, depuis cette date (7 février 2008), toute culture d'OGM commercial est interdite en France. Cinq pays européens parmi les 27 avaient auparavant invoqué la clause de sauvegarde (Hongrie, Autriche, Grèce, Italie, Pologne) ; l’Allemagne avait interdit en mai 2007 puis de nouveau autorisé en décembre 2007, la culture et la commercialisation du MON 810. 
Le président Nicolas Sarkozy aurait obtenu du directeur de la « Haute autorité provisoire sur les OGM » (le sénateur UMP de la Manche Jean-François Le Grand) la requalification des conclusions du CPHA en « doute sérieux » pour ensuite invoquer la clause de sauvegarde ; François Fillon parlera d'«un compromis scellé dans le Grenelle de l'environnement ». Ce choix aurait été fait dans le cadre de « mensonges et politique politicienne » selon le syndicat de producteurs Orama.
L'utilisation de la clause de sauvegarde a été critiquée ; selon un groupe de 300 spécialistes scientifiques, « un moratoire sur la culture des maïs GM agréés dans l’UE n’aurait [..] aucune justification scientifique car il ne s’appuierait que sur des incertitudes imaginaires voire mensongères tant sur le plan environnemental qu’alimentaire » ; « la dissémination d’une plante GM est susceptible de poser des problèmes si l’espèce ou la variété concernée se dissémine naturellement. Le risque est d’autant plus élevé que le gène ajouté à la plante leur confère des avantages sélectifs dans les conditions pratiques d’utilisation. De tels OGM ne sont pas autorisés» ; « les études indiquent de manière concordante que les maïs Bt ont un impact environnemental plus faible que les traitements insecticides aujourd’hui autorisés »,.
Toutefois, les tests (en particulier toxicologiques) utilisé par les deux parties sont jugés parfois mauvais (cette critique était d'ailleurs présente dans le rapport du CPHA). Un statisticien ancien membre du CPHA écrira d'ailleurs une tribune dans le journal Le Monde pour alerter l'opinion publique. Les critiques se portent à la fois sur la statistique même (la force statistique du test est trop faible pour conclure) que sur le choix même des tests (plus particulièrement sur le choix de l'hypothèse nulle). Cette critique est reprise par le GIET (Groupe International d’Études Transdisciplinaires) qui enverra une lettre à M. Barrosso entre autres à ce sujet, mais ajoute d'autres critiques comme l'absence de tests de toxicité chronique, de tératogénèse et hormonaux. Remarquons que l'AESA a émis de nouvelles recommandations concernant les tests statistiques qui semblent prendre en compte ces critiques, ce qui pour certains est une reconnaissance implicite du fait que certaines procédures antérieures (dont celles utilisées par Monsanto pour le MON 810) n'étaient pas satisfaisantes.
Un projet de loi examiné et voté à l’Assemblée nationale (9 avril 2008) puis au Sénat (16 avril) autorise les cultures OGM sur le territoire. Toutefois, cette loi a été rejetée par l'Assemblée nationale en deuxième lecture par 136 voix contre 135, ce qui montre que les contestations autour du texte ont été vives. Il s'agit du premier texte du gouvernement Fillon rejeté par l'Assemblée nationale. François Fillon décide alors, malgré les protestations de l'opposition, de convoquer une commission mixte paritaire, qui parvient à un texte commun ratifié par les deux Chambres. L'association Cap21, présidée par Corinne Lepage, avait déposé contre ce projet un recours devant le Conseil constitutionnel, ainsi que le Parti socialiste.

### Loi du 25 juin 2008: Création du Haut Conseil des Biotechnologies
La loi du 25 juin 2008 sur les OGM (punissable de deux ans d'emprisonnement et de 75 000 € d'amende) créé un Haut Conseil des biotechnologies qui remplace la Commission du Génie Biomoléculaire, instaure la transparence des cultures au niveau de la parcelle, précise les conditions de coexistence des cultures OGM et non-OGM, et créée un régime de responsabilité des cultivateurs d'OGM - qui doivent s'assurer - en cas de dissémination. Elle crée également un « délit de fauchage », impliquant une peine plus sévère pour les mêmes faits que ce que le code pénal prévoit pour destruction de biens privés.[réf. nécessaire]
Il faut noter qu'aucune compagnie d'assurance ne s'est déclarée prête à assurer le risque OGM, celui-ci n'étant pas quantifiable.
Sur la transparence, le Conseil d'État a jugé en décembre 2009 que :
«  l’administration [le maire, etc.] est tenue de communiquer, sans délai et sans condition, à toute personne qui en fait la demande, l’ensemble des données en sa possession relatives à la localisation de la dissémination d’Organismes génétiquement modifiés (OGM) et ce même si la communication de la référence cadastrale des parcelles sur lesquelles sont pratiquées les disséminations pourrait avoir pour conséquence de porter atteinte à la sécurité des personnes et des biens. »
Le seuil de contamination acceptable des cultures ou des produits par des OGM, pour pouvoir faire état d'un produit "sans OGM", a été fixé par le Haut Conseil des biotechnologies à 0,1 % en 2009. Ce point n'avait pas été fixé par la Réglementation européenne qui rend obligatoire l'étiquetage des produits et/ou ingrédients OGM dès lors que le seuil de 0,9 % est dépassé.

### Loi de 2014 interdisant la culture de maïs transgénique
Dans un premier temps, le Sénat a rejeté le 17 février 2014 une proposition de loi interdisant la culture de maïs OGM en France ; la proposition a par la suite été adoptée par le Parlement le 15 avril 2014, puis par le Sénat le 5 mai. Le Conseil Constitutionnel l'a jugée conforme.
Cette Loi aurait pu être contestée au niveau européen, mais un nouvel amendement à la Directive 2001/18 a introduit une clause d'exclusion nationale volontaire (clause "opt-out") pour la culture d'OGM. La France a annoncé qu'elle utiliserait cette clause - comme 8 autres États membres - le 21 septembre 2015.

### Dossiers en cours
- Le 9 septembre 2011, la Cour Européenne de Justice a jugé que l'invocation de la clause de sauvegarde pour interdire la culture du maïs MON 810 par la France n'avait pas de base légale[41], mais n'a pas apporté de jugement sur la justesse de l'invocation de la clause. Par conséquent, le Conseil d'État a annulé l'Arrêté d'interdiction de 2008, le 28 novembre 2011 (Décision n° 313605)[42].
- Le 16 mars 2012 le gouvernement français invoquait de nouveau la clause de sauvegarde pour interdire la culture du maïs MON 810[43]. Le 1er août 2013, le Conseil d'État invalidait cet arrêté[44].
- Le 14 mars 2014, le Gouvernement a eu recours à un Arrêté d'interdiction - similaire à ceux annulés par le passé - interdisant la culture du seul MON810[45] ; cet Arrêté qui fait appel à de nouvelles données scientifiques est contestable, car il s'appuie pour l'essentiel sur l'étude Campagne et al. (2 juillet 2013) parue dans la revue Plos One, qui met en évidence un mécanisme de résistance dominante à la toxine Cry1Ab chez l’insecte ravageur Busseola fusca ; or le papillon Busseola fusca dont les chenilles ravagent les champs de maïs africain est en effet endémique en Afrique sub-saharienne, mais pas en France, où les insectes ravageurs sont la sésamie et la pyrale[46].
- L'Union européenne ayant autorisé la culture d'une pomme de terre transgénique "Amflora", le HCB a donné, en 2010, un avis sur les modalités de culture en France[47].
- Depuis 2011, l'Union européenne projette de transférer le pouvoir de décision concernant l'autorisation de culture des OGM au niveau des États-membres[48], l'étude scientifique des dossiers s'effectuant toujours au niveau européen. Ce transfert devait permettre un examen plus rapide des demandes, et devrait aussi éviter l'invocation permanente de la clause de sauvegarde. La plupart des états-membres se sont d'abord opposés à ce projet de "responsabilisation", mais le projet a ensuite été repris à la suite de l'évolution de la position de certains États membres dont le Royaume-Uni et l'Allemagne. La nouvelle disposition (un amendement à la Directive 2001/18) pourrait voir le jour en 2015.
- En 2015 la Commission a présenté un projet de déléguer également les autorisations d'importation d'OGM au niveau des États membres[49]. La Commission dénonce le double discours de certains États membres qui votent systématiquement contre les autorisations d'importation d'OGM, qui laissent le processus actuel s'écouler jusqu'à l'autorisation finale par la Commission, pour ensuite importer des quantités très importantes d'OGM (soya en particulier) pour l'alimentation animale. Ce projet reste peu réaliste car s'opposant au principe du marché unique, il pourrait vraisemblablement traîner des années.
- Le 3 avril 2016,  la Commission européenne exclut la France, à sa demande, du champ de l'autorisation européen du maïs transgénique MON810 de Monsanto[50].
- Le 15 avril 2016, le Conseil d'Etat français annule l'arrêté interdisant l'utilisation, la culture et la commercialisation du maïs transgénique MON810 publié le 14 mars 2014. Le maïs concerné reste cependant interdit en France[51].
- Aucune plante OGM n'est actuellement cultivée commercialement en France[52],[53].

## Produits alimentaires ou destinés à l'alimentation animale OGM ou contenant des OGM
La réglementation européenne s'applique et la France n'a pas pris de mesure spécifique contre l'importation. Au 5 mai 2015, 12 sojas, 30 maïs, 4 colzas, 10 cotons et 1 betterave sont autorisés à l'importation pour consommation humaine et/ou animale,.
Ces OGM sont présents de manière très significative dans l'alimentation animale, en particulier le tourteau de soja importé directement à Lorient ou à Brest (environ 3 millions de tonnes), ou provenant des usines de trituration de soja françaises.
Les OGM non autorisés par l'Union Européenne ne peuvent être importés, ni être présents en quantité décelable dans les produits importés. Ainsi en 2006, du riz américain contenant de l'OGM LL601 non autorisé par l'UE est bloqué à l'importation.
Selon un rapport de commission sur le problème des autorisations asynchrones d'OGM, l'import par l'UE de produits venant de pays utilisant des cultures OGM peut poser des problèmes. D'où le risque d'une coupure des sources d'approvisionnement non-OGM d'une part (soit par manque de disponibilité, soit à cause de la présence même très faible d'OGM non autorisés par l'UE), ou classiques (soja par exemple) si certaines variétés OGM ne sont pas approuvées à temps par l'UE.
D'autre part, la coexistence entre les cultures OGM et sans OGM peut aussi poser problème. Il est difficile de maintenir une filière sans-OGM (en particulier biologique) quand des OGM ont été autorisés à la culture.
Depuis 2012, un décret prévoit la possibilité d'étiqueter "Sans OGM" certains produits alimentaires. Dans la pratique les produits biologiques sont "sans OGM" (à 0,9 %), et plusieurs filières sont "sans OGM" (à 0,1 %) selon leur cahier des charges.